# U.S. Bank Tower
La U.S. Bank Tower, precedentemente nota come Library Tower e First Interstate Bank World Center, è un grattacielo di Los Angeles, in California. Alto 310 metri, è situato nella Downtown.

## Struttura

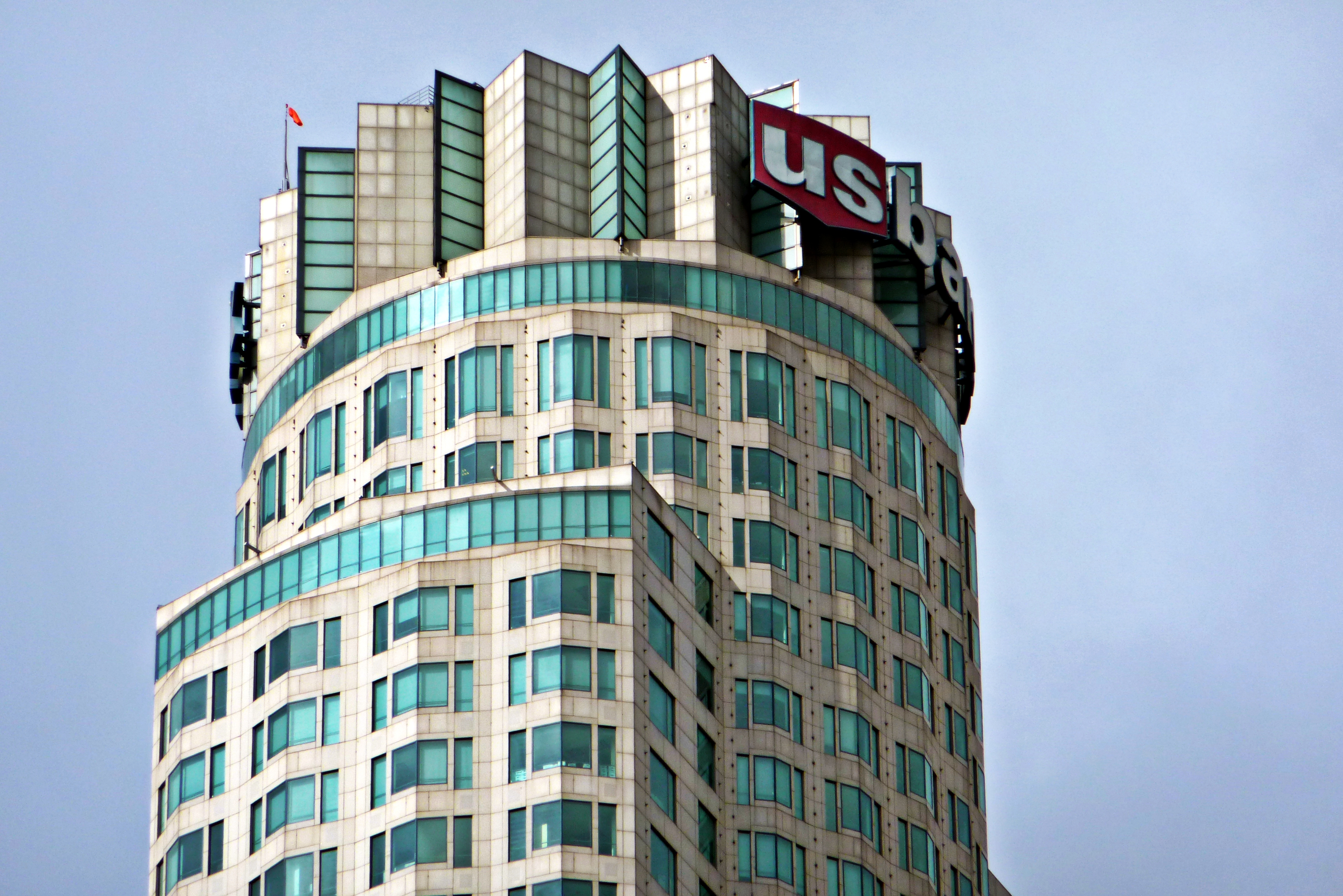
"Corona di vetro" dell'edificio

È il secondo grattacielo più alto della California e l'undicesimo degli Stati Uniti. Sul tetto dell'edificio è presente un piccolo eliporto che ne fa il più alto edificio al mondo ad avere tale caratteristica. Fino alla costruzione del Taipei 101 è stato anche il grattacielo di maggiore altezza in una regione sismica attiva: la sua struttura è stata progettata per resistere a un terremoto di grado 8,3 della scala Richter. Ha 72 piani e due livelli sotterranei destinati a dei parcheggi. La costruzione iniziò nel 1987 e venne completata nel 1989 su progetto di Henry N. Cobb, dello studio d'architettura Pei Cobb Freed & Partners, per un costo di 350.000.000 dollari. È uno degli edifici più riconoscibili di Los Angeles, spesso visibile in film e programmi televisivi.
Ha una grande corona di vetro alla sua estremità superiore che si illumina nelle ore notturne. È illuminata di rosso e verde durante le festività natalizie e solamente di rosso durante il giorno di san Valentino. Quando la squadra di pallacanestro Los Angeles Lakers disputa i playoff NBA assume i colori porpora e oro caratteristici del team. Si illumina invece di blu e bianco durante i playoff della squadra di baseball Los Angeles Dodgers.

## Storia
È noto anche come Library Tower perché la sua realizzazione è avvenuta come parte del Los Angeles Central Library, complesso edilizio costato 1.000.000.000 dollari e realizzato in seguito ai due disastrosi incendi che avvennero nell'area nel 1986.
Fu ribattezzato per un periodo First Interstate Bank World Center per poi tornare al nome d'origine, Library Tower, dopo la fusione tra le due aziende finanziarie First Interstate Bancorp e Wells Fargo Bank. Nel marzo 2003 fu acquistato dalla U.S. Bancorp e venne ribattezzato U.S. Bank Tower.

## Terrorismo
Il 16 giugno 2004 la Commissione d'indagine sugli attentati dell'11 settembre 2001 ha riferito che il piano originale degli attentati avrebbe previsto il dirottamento di dieci aerei di linea, uno dei quali doveva colpire l'edificio.
Il 6 ottobre 2005 dei funzionari della Casa Bianca hanno dichiarato di aver sventato un complotto segreto che avrebbe previsto il dirottamento di un aereo sulla costruzione nel 2002.